# Solon Bixler
Solon Bixler (Fresno, California, 4 de enero de 1977) es un músico estadounidense conocido por haber sido miembro de las bandas de rock alternativo 30 Seconds to Mars y Earlimart. Actualmente es el vocalista y guitarrista de la banda Great Northern.

## Primeros años
Nació en Fresno (California) de una familia de músicos, quién el pasado tuvo la banda llamada The Wild Blue Yonder, que incluía a sus padres y su tío. Solon empezó a tocar la batería a los cuatro años de edad. La música ha sido incluida en Solon y sus hermanos. Su madre murió en los '80. Más tarde su padre se volvió a casar y tuvo otro niño.

## Música
En 2001, Solon se unió a 30 Seconds to Mars para tocar la guitarra. Dejó la banda en 2003 por problemas que principalmente se trataban de giras. Desde 30 Seconds to Mars, Solon ha tocado en bandas cómo All Smiles, Earlimart, y Sea Wolf.